# Уровские Ключи
Уровские Ключи — село в Нерчинско-Заводском районе Забайкальского края России. Административный центр и единственный населённый пункт сельского поселения «Уров-Ключевское».

## География
Село находится в западной части района, на левом берегу реки Уров, на расстоянии примерно 42 километров (по прямой) к северо-западу от села Нерчинский Завод. Абсолютная высота — 652 метра над уровнем моря.
Климат
Климат характеризуется как резко континентальный, с продолжительной морозной зимой и относительно коротким тёплым летом. Средняя температура самого тёплого месяца (июля) составляет 18 — 19 °С (абсолютный максимум — 40 °С). Средняя температура самого холодного месяца (января) — −28,9 °С (абсолютный минимум — −53 °С). Годовое количество осадков — 412—420 мм.
Часовой пояс
Село Уровские Ключи находится в часовой зоне МСК+6. Смещение применяемого времени относительно UTC составляет +9:00.

## История
Основано в 1851 году. До 1917 года работали церковно-приходская школа и поселковое правление. В 1931 году, в ходе коллективизации, был образован колхоз им. К. Д. Козлова, переименованный в 1956 году в колхоз им. С. М. Кирова. С 1961 по 1974 годы — отделение совхоз «Нер-Заводский». С 1974 по 1993 годы — совхоз «Мотогорский».

## Население
| 1989 | 2002 | 2010 | 2012 | 2013 | 2014 | 2015 |
| ---- | ---- | ---- | ---- | ---- | ---- | ---- |
| 402  | ↘386 | ↘332 | ↗333 | ↘329 | ↗331 | ↗333 |
| 2016 | 2017 | 2018 | 2019 | 2020 | 2021 |      |
| ↘326 | ↘313 | ↘308 | ↘305 | ↗392 | ↘227 |      |

Половой состав
По данным Всероссийской переписи населения 2010 года в гендерной структуре населения мужчины составляли 51,2 %, женщины — соответственно 48,8 %.
Национальный состав
Согласно результатам переписи 2002 года, в национальной структуре населения русские составляли 100 % из 386 чел.

## Инфраструктура
В селе функционируют средняя общеобразовательная школа, детский сад, клуб, библиотека и фельдшерско-акушерский пункт.

## Улицы
Уличная сеть села состоит из двух улиц:
- ул. Новая
- ул. Центральная